# Vickers-Berthier
Das Vickers-Berthier ist ein leichtes britisches Maschinengewehr der Zwischenkriegszeit. Es wurde von Vickers entwickelt und im indischen Arsenal Ischapur für die Britisch-Indische Armee hergestellt. In der indischen Armee war es bis in die 1980er-Jahre in Reserve.

## Geschichte
Das Vickers-Berthier beruht auf dem Berthier-MG, dessen Ursprünge bis ins Jahr 1905 zurückreichen. Dessen Konstruktion wurde immer wieder verbessert (Modell 1910, 1912, 1922, 1924), doch fand sich keine Militärmacht, die das Berthier-MG einführte. Der Konstrukteur ging nach Ausbruch des Ersten Weltkrieges in die USA, wo er sein MG weiter verbesserte. Schließlich kam es 1917 zu einem Vertrag mit der U.S. Army, die mehrere tausend Stück im Kaliber 7,62 × 63 mm bestellte. Diese Bestellung wurde dann aufgrund des Kriegsendes storniert.
Im Jahre 1925 kaufte Vickers die Lizenz für das Berthier Modell 1922, entwickelte es bis zur Serienreife und stellte es anschließend unter dem Namen Vickers-Berthier her.
Das Vickers-Berthier ist neben dem Châtellerault Modell 1924 und dem ZB vz. 26 eines von mehreren leichten Maschinengewehren, die auf Entwicklungen vom Berthier basieren.
Die britischen Streitkräfte adoptierten schließlich das wiederum vom vz. 26 abstammende Bren als neues leichtes MG, doch entschied sich die britisch-indische Armee für das Vickers-Berthier und stellte es im Arsenal Ischapur her.

## Beschreibung
Das Vickers-Berthier ist ein luftgekühlter, zuschießender Gasdrucklader mit langem Hub und Kippblockverschluss. Der Gaskanal liegt unter dem mit Kühlrippen versehenen Lauf, die Schließfeder befindet sich im Kolben. Die zuschießende Waffe konnte Einzel- oder Dauerfeuer schießen, der kombinierte Sicherungs- / Feuerwahlknopf befindet sich rechts oberhalb des Abzuges. Der Spannschieber ist ein separates Bauteil und bewegt sich beim Feuern nicht mit dem Gaskolben vor und zurück.  Die Waffe wurde vom Zweibein geschossen, zur Unterstützung im Liegendanschlag hat der Kolben eine klappbare Schulterauflage sowie eine Aufnahme für einen Erdsporn. 
Der Verschlussträger hat ein Steuerstück, das nach oben in das hohle Verschlussstück ragt. Bei der Vorwärtsbewegung führt der unter Federdruck aus dem Verschlussstück nach oben ragende Mitnehmer eine neue Patrone aus dem Magazin ins Patronenlager ein. Das Verschlussstück stoppt, während der Verschlussträger weiter nach vorn läuft und dabei mit dem Steuerstück das Ende des Verschlussstücks nach oben drückt, wo es im Verschlussgehäuse verriegelt. Dadurch wird der gefederte Schlagbolzen freigegeben und durch die Kante des Steuerstücks in das Zündhütchen getrieben, wodurch der Schuss bricht. hat das Geschoss die Gasentnahmebohrung passiert, drückt der Gasdruck den Gaskolben und damit den Verschlussträger zurück, das Verschlussstück wird entriegelt und läuft gemeinsam mit dem Verschlussträger zurück. Dabei wird die leere Hülse nach rechts ausgeworfen und die Schließfeder gespannt.
Das Kurvenmagazin wird von oben in die Magazinaufnahme eingesetzt, die sonst mit einer Staubschutzklappe verschlossen ist. Die Magazine ähneln aufgrund der gleichen Munition äußerlich den Bren-Magazinen, sind jedoch anders aufgebaut und nicht mit jenen austauschbar.
Zum teilweisen Zerlegen wird mit einem Hebel der Gaskanal in Richtung des Verschlussgehäuses zurückbewegt, bis seine vordere Öffnung den Gasblock freigibt. Danach kann mit dem Tragegriff der Lauf etwa eine Sechstelumdrehung gegen den Uhrzeigersinn gedreht werden, bis das unterbrochene Gewinde entriegelt und der Lauf nach vorn abgezogen werden kann. Anschließend wird ein Stift an der Verbindungsstelle Verschlussgehäuse/Kolben-Abzugseinheit gelöst, und der Kolben samt Abzug kann nach hinten abgenommen werden. Danach wird der Verschlussträger mit dem Verschlussstück nach hinten aus dem Verschlussgehäuse gezogen.
Die Visiereinrichtung ähnelt grundsätzlich der des Vickers-Maschinengewehrs und ist, wie bei allen leichten Maschinengewehren mit einem stehenden Magazin, gegenüber der Laufachse nach links versetzt. Sie besteht aus einem Klappvisier, an dem links ein Diopter angebracht ist. Ein zusätzlicher Diopter für den Nahbereich ist fest an der Visiereinrichtung angebracht. Das Korn sitzt schräg links oben an der Mündung und hat einen oben offenen Kornschutz.

## Varianten

Vickers K in einer Fairey Battle

- Mk I (1928): Lauf mit radialen Kühlrippen
- Mk II (1931): Lauf ohne Kühlrippen, anderer vorderer Handschutz
- Mk II light
- Mk III (1933): verstärktes Gehäuse, anstelle des vorderen Handschutzes klappbarer Tragegriff am Lauf
- Mk IIIB
- Vickers K: Flugzeug- und Fliegerabwehr-MG mit höherer Kadenz und Tellermagazin

## Nutzer
- Indien (Mk III)[4]
- Vereinigtes Königreich (Vickers K): Royal Air Force, SAS, Royal Navy[4]
- Bolivien[4]
- Lettland[4]